# Parque nacional de Phu Suan Sai
El Parque nacional de Phu Suan Sai es un área protegida del nordeste de Tailandia, en la Loei. Se extiende por una superficie de 117,16 kilómetros cuadrados. Antigua reserva forestal, fue ascendido a la categoría de parque nacional en 1994, convirtiéndose en el 79.º del país.
El parque presenta un paisaje de montaña accidentada y meseta, con una altitud entre 600 y 1.408 m s. n. m. La parte inclinada del oeste está dominada por un enorme bosque. La parte del este presenta algunas llanuras.